# Чешко традиционно облекло
Чешкото традиционно облекло заедно с чешката история изразява културата и поведението на чехите.
Облеклото се поделя на две групи: западна – в Бохемия и Средна Моравия, източна – Моравия и Силезия. И в двата региона дрехите са направени от вълна и лен, които са подходящи за зимата. През лятото са характерни леките тъкани, като коприната. Женското облекло се състои от две престилки – отпед и отзад и бяла блуза. За мъжете са характерни дълги панталони и по-свободна връхна дреха.

## История
През XV в. коприната и кадифето са забранени, а фермерите се обличат в по-обикновено облекло. През XVI в. текстилните и шивашките технологии се развиват.

## Регионални различиня

### Бохемия
Жителите на Пилзен носят традиционно облекло до края на XIX век. Жените носят няколко слоя тънки поли, което е отличителна черта. Използва се предимно памук за направата на дрехите, които са украсени с панделки и копринен шал, вързан през гърдите.
Облеклото в Прахенско се изменя с възрастта. Характерни за младежите са къс елек, тесни панталони и високи ботуши. По-възрастните мъже носят по-дълги наметала вместо елеци. Женените жени ноят дълги поли, които показват техния статус, а на главата си връзват бял шал. Кафтанът се състои от пола и елек.

### Бохемско-моравски възвишения
Жителите на Бохемско-моравските възвишения се облечени по-просто. Най-изтънченият елемент от традиционното мъжко облекло е коженото палто.

### Моравия
В Хана облеклото показва дейността, с която се занимава жената. Облеклото с тъмни и прости цветове се носят от работещите жени. Характерен е цветният шал, който се носи при специални поводи. Използва се бялата, понякога черна или жълта вълна за направа на дрехите. В селските района на Бърно мъжете носят тесни панталони, които са изработени от жълта кожа. При по-хладно време се носи дълго бяло палто, а при по-студено – тъмно. По време на празници се носят палта с широки и събрани яки. Облеклото е с жълта, бяла или черна бродерия.

### Моравска Словакия
В сравнение с други чешки традиционни костюми, облеклото в Моравска Словакия е просто.

## Съвременно облекло
Съвременното облекло в Чехия не се различава от тази на другите европейски държави. Преминаването от традиционното към модерното облекло настъпва през втората половина на XIX век. Прага е град с много различни националности, а градът е преминал към съвременното облекло по-рано от другите части на страната. Жителите на малките села в Бохемия и Моравия все още носят традиционните дрехи.
Въпреки че традиционните народни носии са изчезнали от съвременен стил, много художници, скулптори и писатели ги използват, за да символизират историята на Чехия. Художникът Миколаш Алеш изобразява традиционните чешки дрехи и най-вече тези на родния му град Миротице.